# Warren County (New Jersey)
Warren County ist ein County im Bundesstaat New Jersey. Bei der Volkszählung im Jahr 2020 hatte das County 109.632 Einwohner und eine Bevölkerungsdichte von 118 Einwohnern pro Quadratkilometer. Der Verwaltungssitz (County Seat) ist Belvidere. Benannt wurde es nach Joseph Warren (1741–1775), einem General der Massachusetts-Miliz, gefallen bei der Schlacht von Bunker Hill.

## Geographie
Das County hat eine Fläche von 940 Quadratkilometern, wovon 13 Quadratkilometer Wasserfläche sind. Das County grenzt im Uhrzeigersinn an die Countys: Union County, Monmouth County, Mercer County  und Somerset County.

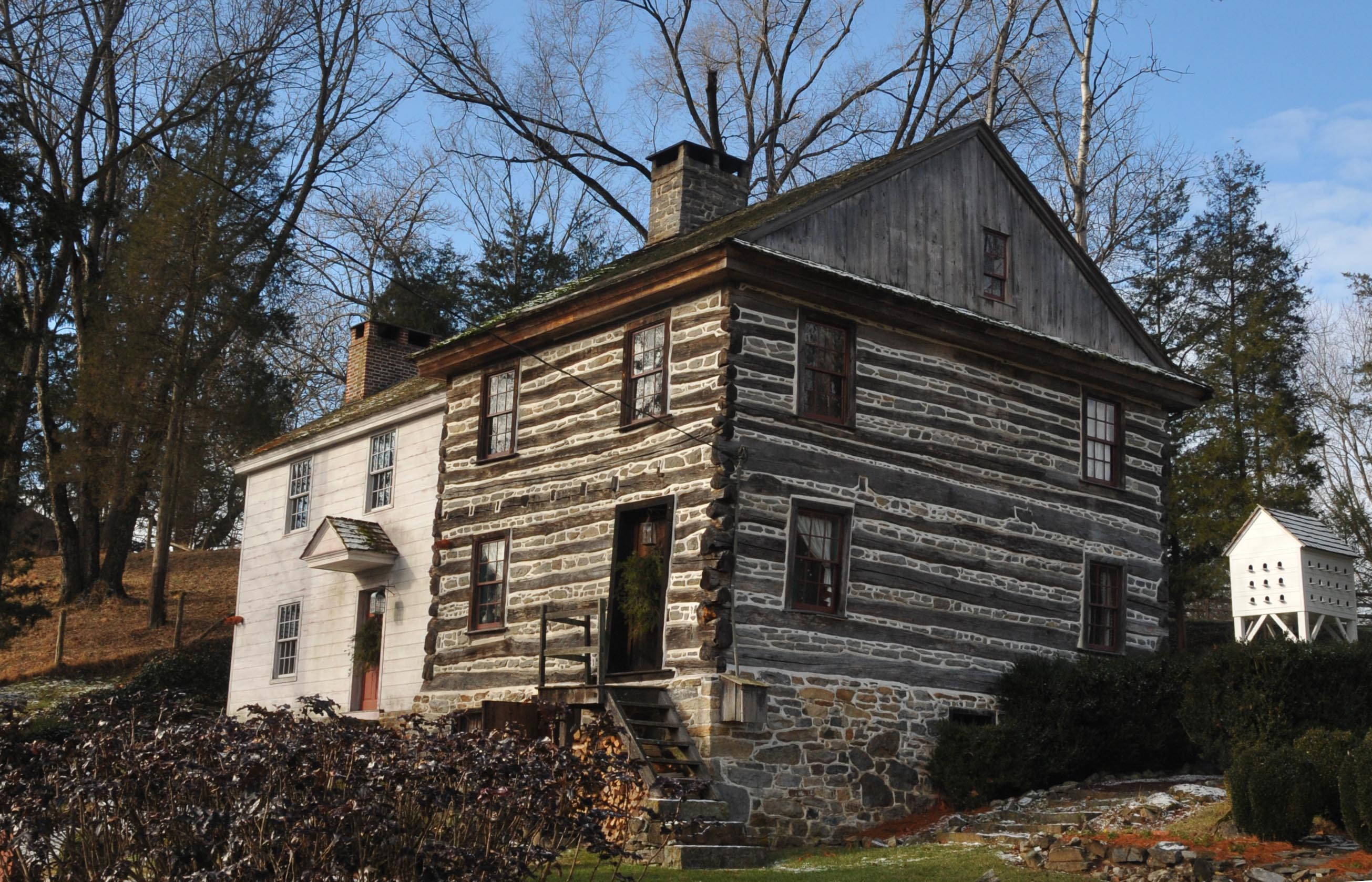
Die im National Register of Historic Places eingetragene Seigle Homestead (2007)

## Geschichte
42 Bauwerke und Stätten des Countys sind im National Register of Historic Places eingetragen (Stand 16. Februar 2018).

## Demografische Daten
Nach der Volkszählung im Jahr 2000 lebten im County 102.437 Menschen. Es gab 38.660 Haushalte und 27.487 Familien. Die Bevölkerungsdichte betrug 111 Einwohner pro Quadratkilometer. Ethnisch betrachtet setzte sich die Bevölkerung zusammen aus 94,54 % Weißen, 1,87 % Afroamerikanern, 0,11 % amerikanischen Ureinwohnern, 1,21 % Asiaten, 0,02 % Bewohnern aus dem pazifischen Inselraum und 1,01 % aus anderen ethnischen Gruppen; 1,24 % stammten von zwei oder mehr ethnischen Gruppen ab. 3,66 % der Bevölkerung waren spanischer oder lateinamerikanischer Abstammung.
Von den 38.660 Haushalten hatten 34,70 % Kinder und Jugendliche unter 18 Jahre, die bei ihnen lebten. 58,20 % waren verheiratete, zusammenlebende Paare, 9,20 % waren allein erziehende Mütter. 28,90 % waren keine Familien. 24,00 % waren Singlehaushalte und in 10,00 % lebten Menschen im Alter von 65 Jahren oder darüber. Die Durchschnittshaushaltsgröße betrug 2,61 und die durchschnittliche Familiengröße lag bei 3,12 Personen.
Auf das gesamte County bezogen setzte sich die Bevölkerung zusammen aus 26,10 % Einwohnern unter 18 Jahren, 6,30 % zwischen 18 und 24 Jahren, 31,30 % zwischen 25 und 44 Jahren, 23,50 % zwischen 45 und 64 Jahren und 12,90 % waren 65 Jahre alt oder darüber. Das Durchschnittsalter betrug 38 Jahre. Auf 100 weibliche Personen kamen 94,90 männliche Personen, auf 100 Frauen im Alter ab 18 Jahren kamen statistisch 91,10 Männer.
Das jährliche Durchschnittseinkommen eines Haushalts betrug 56.100 USD, das Durchschnittseinkommen der Familien betrug 66.223 USD. Männer hatten ein Durchschnittseinkommen von 47.331 USD, Frauen 31.790 USD. Das Prokopfeinkommen betrug 25.728 USD. 5,40 % der Bevölkerung und 3,60 % der Familien lebten unterhalb der Armutsgrenze. 5,90 % davon waren unter 18 Jahre und 6,70 % waren 65 Jahre oder älter.

## Städte und Ortschaften
- Allamuchy Township
- Allamuchy-Panther Valley
- Alpha
- Beattystown
- Belvidere
- Blairstown Township
- Brass Castle
- Franklin Township
- Frelinghuysen Township
- Great Meadows-Vienna
- Greenwich Township
- Hackettstown
- Hardwick Township
- Harmony Township
- Hope Township
- Independence Township
- Knowlton Township
- Liberty Township
- Lopatcong Township
- Mansfield Township
- Oxford Township
- Oxford
- Phillipsburg
- Pohatcong Township
- Washington Township
- Washington
- White Township